# 荷蘭皇家憲兵隊
荷蘭皇家憲兵（Koninklijke Marechaussee），縮寫為KMar（英語是Royal Marshals，但通常被視為皇家軍警部隊）是荷蘭軍隊四個軍種之一。是一個憲兵部隊，執行軍事警察和民事警察的職責，包括出入境管制。

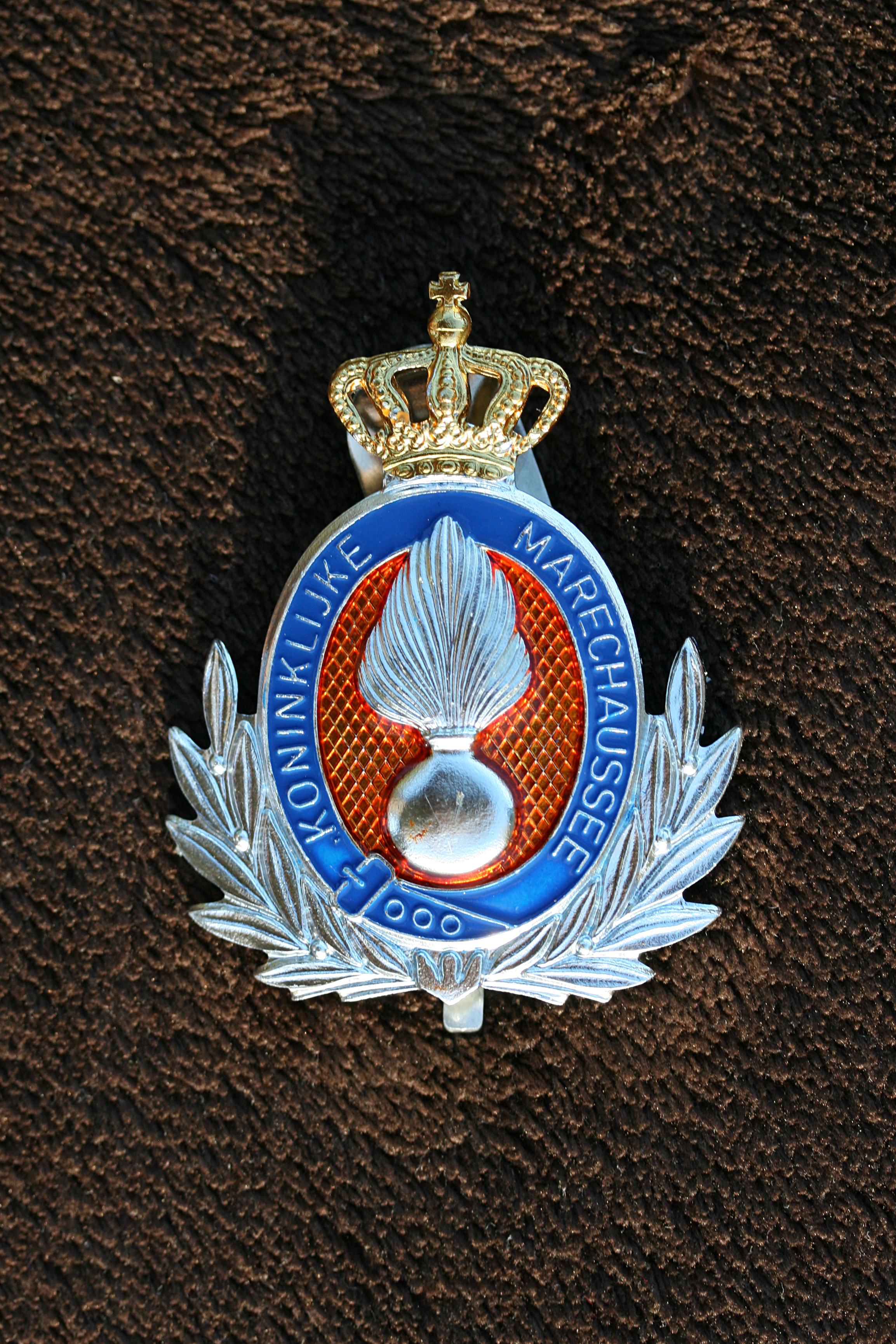
貝雷帽金屬徽章

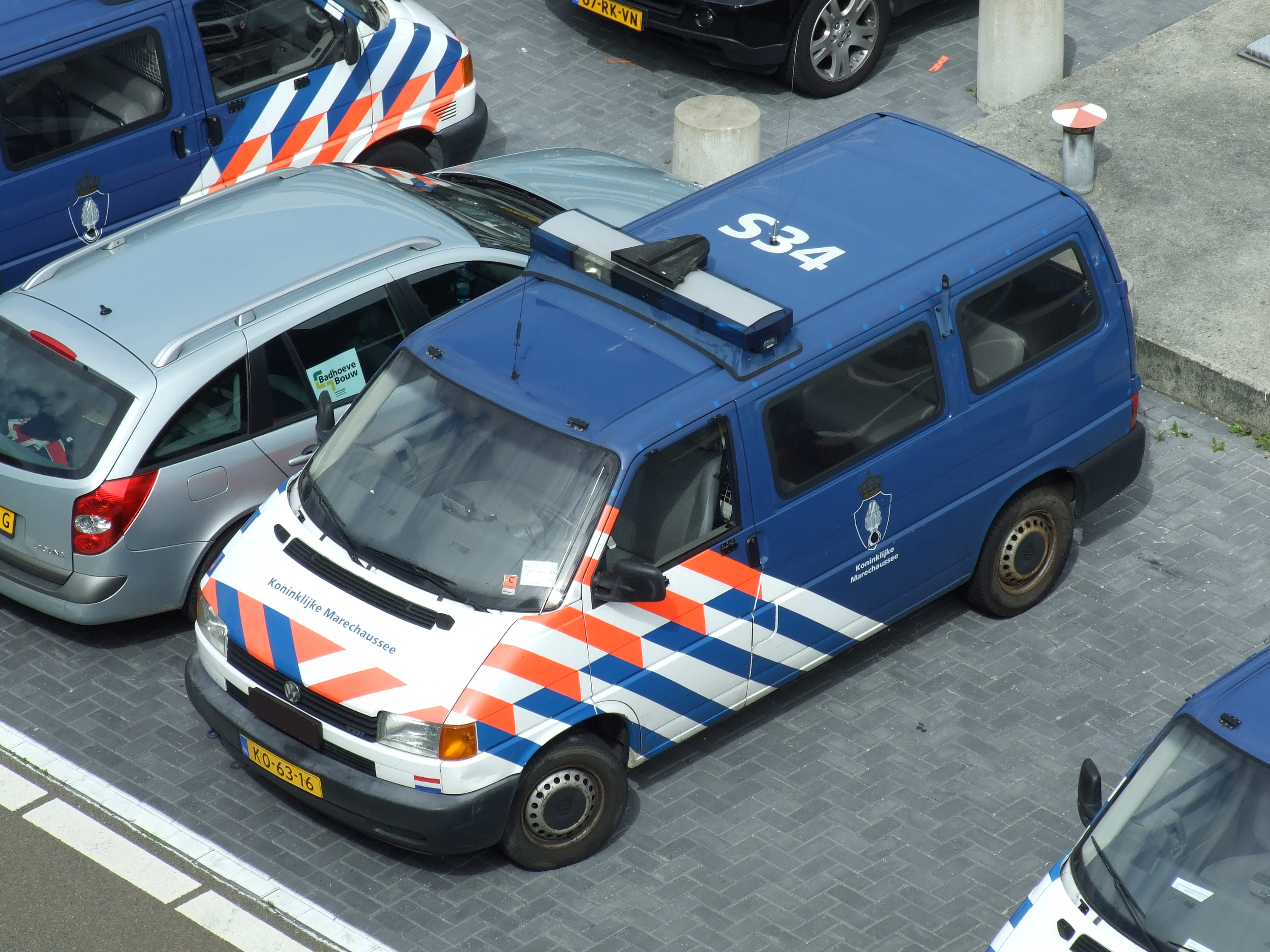
憲兵隊用車

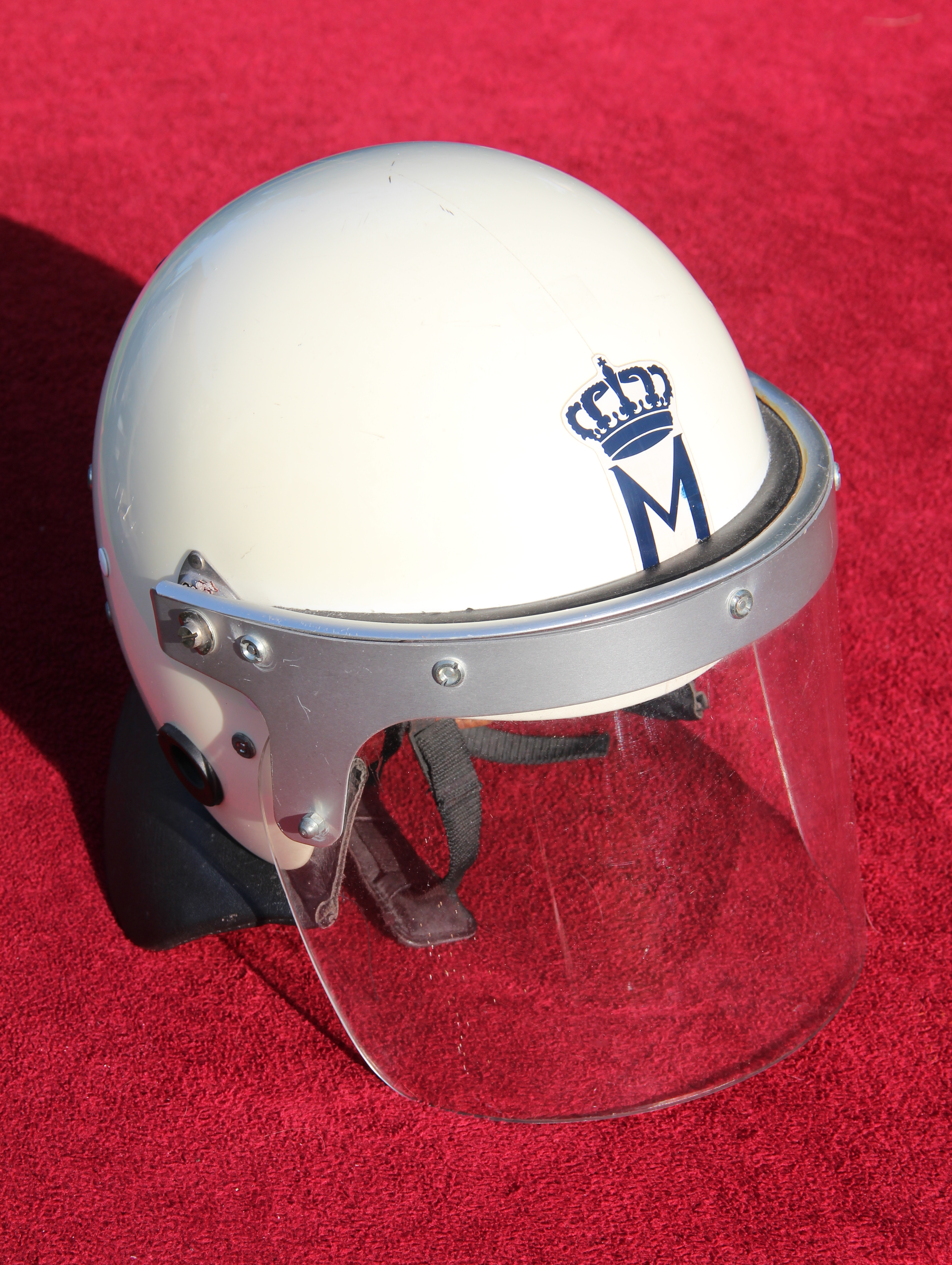
執法頭盔。

## 歷史
皇家憲兵隊是國王威廉一世，於1814年10月26日用以取代法國憲兵的部隊。憲兵隊這個詞已經有負面的含義，所以威廉成立所謂新的力量“憲兵”。憲兵隊是一個用以替代法語憲兵的辭彙。當時的憲兵是軍隊的一部分。
憲兵的任務是維持公共秩序，執法，維護主要道路。雖然沒有具體提及，這對軍隊而言包含警察的職責。因此，憲兵國家警察的一部分（rijkspolitie）。
在許多小城市，憲兵是唯一的警察部隊，如芬洛 ，特別是在南部省份林堡和北布拉班特 。
1908年，女王威廉敏娜分配憲兵的任務是守衛皇宮，而這個工作以前是由園丁負責。
在1940年7月5日，德國佔領政府把憲兵和其他部隊合併。這意味著，憲兵失去了它的軍事地位和皇家的尊號。這些變化並不適用於荷蘭領土之外佔領區的憲兵。大約200名的皇家憲兵守衛王室和荷蘭流亡政府，於英國恢復憲兵勤務，並成立艾琳公主旅，一個由荷蘭人組成的旅。
第二次世界大戰後，該旅回復先前國家警察的地位和皇家的尊號。自那時以來的憲兵其主要任務在邊境保護，軍事警察和守衛任務。
在1956年7月3日，貝婭特麗克絲公主支助荷蘭皇家憲兵的成立。
1994年，國家和城市警察部隊合併為目前的25個地區警察部隊和一個機構（國家警察廳）。國家警察移交機場警察和保安任務給（主要是阿姆斯特丹）憲兵。
1998年，憲兵在軍隊內部成為一個獨立的軍種。

## 軍徽

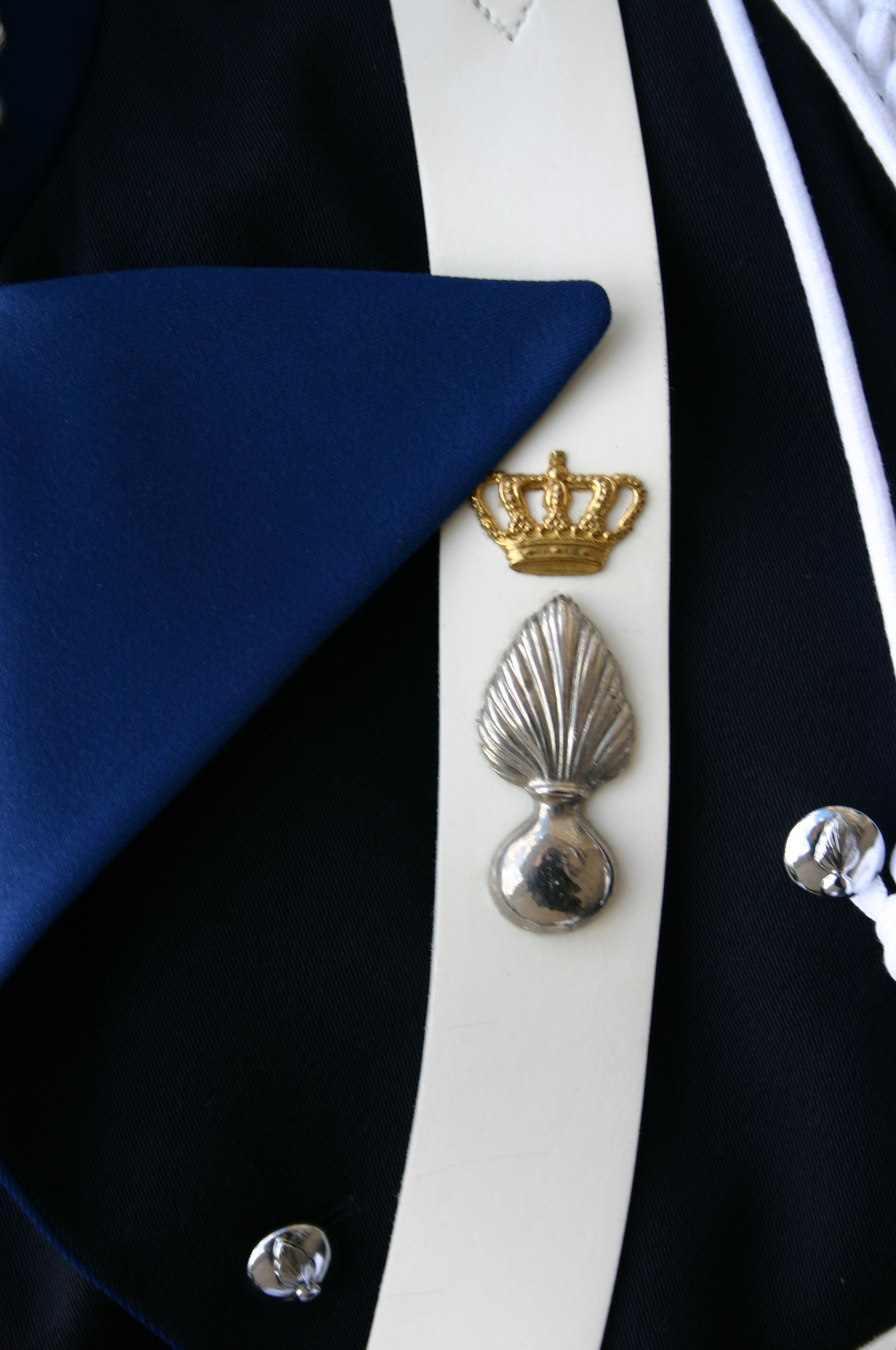
手榴彈徽

荷蘭皇家憲兵的軍徽，與許多其他的憲兵部隊一樣，是個燃燒的手榴彈。在17世紀，一個新的武器引入歐洲：手榴彈。使用手榴彈的士兵們被稱為擲彈兵。他們是歐洲最精銳的部隊之一。在法國，手榴彈的圖案是憲兵的軍徽，於是流傳了整個歐洲。

## 現況
目前憲兵是個有軍事地位的警察組織，由國防部管轄，但主要工作是和司法部和內政部和皇室有關係。
荷蘭憲兵隊履行下列職責：
- 援助警察
- 護送和保護北約車隊
- 打擊非法移民
- 打擊國際犯罪活動
- 保衛國家邊境
- 守衛王宮和首相官邸
- 荷蘭武裝部隊有軍事警察的職能
- 防暴控制和保安
- 保全所有民用機場，特別是阿姆斯特丹的史基浦機場
- 貴賓貼身保護，包括王室和政府高級官員

### 架構
- 總參謀部設立於海牙
- 防禦區塊：
  - 西部（荷蘭和烏得勒支）
  - 南部（西蘭，布拉班特和林堡）
  - 北部／東部（所有其他省份）
  - 阿姆斯特丹史基浦機場
  - 荷蘭加勒比區、庫拉索島、阿魯巴島
  - 荷蘭皇家憲兵隊的國家訓練中心和專家諮詢中心
  - 國際單位。這支部隊成立於2005年，以集中全部現有的和新的單位與國際任務。此部門最重要的單位：
    - 所有的外國代表團
    - 斯佩恰萊旅（特勤任務旅），專門逮捕，監視和保護的特別部隊
    - KMOO，軍事警察部隊

前四個單位是有區域範圍，另外兩個單位負責跨區任務。

## 軍階
此鏈接顯示荷蘭皇家海軍，陸軍，空軍和憲兵（軍事警察）的軍階 （页面存档备份，存于）

## 設備

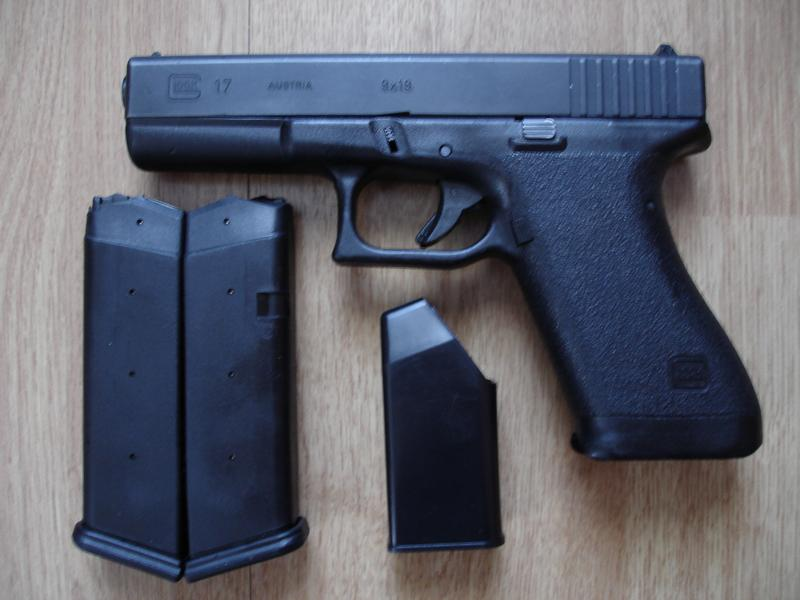
格洛克17半自動手槍

- 迪瑪科C7A1 5.56毫米突击步枪
- 迪瑪科C8A1 5.56毫米卡賓槍
- 格洛克17半自動手槍
- HK MP5冲锋枪
- FN 303非致命性彈藥發射器

## 詞源
在這一過程中，當時有兩個嚴重的法語口音拼寫（憲兵），只好作罷。排名最低的人員被稱為marechaussees，位階相當於下士

## 外部連結
- 憲兵官方網站（荷蘭文） （页面存档备份，存于）
- Trompetterkorps憲兵